# Ingrid Wendl
Ingrid Turković-Wendl (Viena, 17 de maio de 1940) é uma ex-patinadora artística austríaca. Ela conquistou uma medalha de bronze olímpica em 1956, e conquistou três medalhas em campeonatos mundiais.

## Principais resultados
| Resultados                                            | Resultados       | Resultados        | Resultados      | Resultados        | Resultados        | Resultados       | Resultados    | Resultados    | Resultados    | Resultados    | Resultados    | Resultados    |
| Internacional                                         | Internacional    | Internacional     | Internacional   | Internacional     | Internacional     | Internacional    | Internacional | Internacional | Internacional | Internacional | Internacional | Internacional |
| Evento/Temporada                                      | 1952– 1953       | 1953– 1954        | 1954– 1955      | 1955– 1956        | 1956– 1957        | 1957– 1958       |               |               |               |               |               |               |
| ----------------------------------------------------- | ---------------- | ----------------- | --------------- | ----------------- | ----------------- | ---------------- | ------------- | ------------- | ------------- | ------------- | ------------- | ------------- |
| Jogos Olímpicos                                       |                  |                   |                 | Medalha de bronze |                   |                  |               |               |               |               |               |               |
| Campeonato Mundial                                    |                  | 12.ª              | 4.ª             | Medalha de bronze | Medalha de bronze | Medalha de prata |               |               |               |               |               |               |
| Campeonato Europeu                                    |                  | 5.ª               |                 | Medalha de ouro   | Medalha de prata  | Medalha de ouro  |               |               |               |               |               |               |
| Nacional                                              |                  |                   |                 |                   |                   |                  |               |               |               |               |               |               |
| Campeonato Austríaco                                  | Medalha de prata | Medalha de bronze | Medalha de ouro | Medalha de ouro   |                   | Medalha de ouro  |               |               |               |               |               |               |
|                                                       |                  |                   |                 |                   |                   |                  |               |               |               |               |               |               |
| Legenda: Competição não foi disputada nesta temporada |                  |                   |                 |                   |                   |                  |               |               |               |               |               |               |